# برناردو سوزا
برناردو سوزا (انگلیسی: Bernardo Suaza؛ زادهٔ ۲۸ نوامبر ۱۹۹۲ ‏(۳۲ سال)) دوچرخه‌سوار اهل کلمبیا است.
از باشگاه‌هایی که در آن بازی کرده‌است می‌توان به تیم دوچرخه‌سواری مانزانا پوستوبون اشاره کرد.